# Autotypia
Autotypia – metoda odwzorowywania jasności za pomocą punktów rastra o różnym polu powierzchni, rozmieszczonych regularnie według stałej rastra, tj. odległości pomiędzy środkami sąsiednich punktów. Małe punkty dają wrażenie małej jasności, duże tworzą ciemne partie obrazu.
Struktury rastrowe umożliwiające reprodukcję skali szarości (od bieli do czerni) poprzez zmianę wielkości punktów rastrowych z jednoczesnym zachowaniem stałej rastra nazywane są rastrami autotypijnymi lub modulowanymi amplitudowo (AM). Zastosowanie kombinacji rastrów autotypijnych obróconych od siebie o odpowiedni kąt pozwala na reprodukcję obrazów wielobarwnych.